# Le Buisson Campin
Le Buisson Campin ist ein spätmagdalénienzeitlicher Freiland-Fundplatz im Pariser Becken. Da der Fundort langsam mit Sedimenten der Oise überdeckt wurde, haben sich Funde und die Fundverteilung ausgezeichnet erhalten. Eine Analyse der Fundausrichtung ergab, dass die Funde nicht vom Wasser verlagert wurden. Die Befunde bestehen aus Herdstellen und den sie umgebenden Funden. Die Fundstelle wurde durch Françoise Audouze in Sektoren von 400 m² (A1-T20) in einem Quadratmetermuster ausgegraben.

## Lage
Le Buisson Campin liegt direkt an der Oise in der Nähe von Compiègne, zwischen Verberie und Choisy-au-Bac, ca. 60 km nördlich von Paris.

## Datierung
Die Fundstelle war zwischen 12.950 und 12.300 v. Chr. (cal.) bewohnt, also am Ende des älteren Dryas und des frühen Bölling. Über pleistozänen Kiesen und Sanden (Schicht III) liegen feine gelbe pleistozäne Hochflutsande der Oise, welche die Funde enthalten (Schicht II), sie können in mindestens vier Horizonte unterteilt werden, die jedoch heute überprägt und daher schlecht erhalten sind. Darüber liegt eine holozäne lehmige kalkhaltige Braunerde, die seit dem Neolithikum beackert wurde (Schicht I). Es wurden insgesamt acht Siedlungsschichten nachgewiesen. Die Funde konzentrieren sich um eine oder mehrere Herdstellen, die nach dem Quadrat benannt sind, in dem sie ausgegraben wurden.
- Schicht II-1: Herdstellen D1 und M20
- Schicht II-22: Herdstelle L8
- Schichten II-3 und II-4: Herdstelle O5-6
- Schicht II-6: Herdstelle J/9-10

## Funde
Die Funde bestehen vor allem aus Silexartefakten, Tierknochen und Knochengeräten wie Geschossspitzen und Nadeln. Die Silexindustrie wird von Klingen und Lamellen dominiert. Das Rohmaterial wird von sekundär abgelagertem Kreidefeuerstein (Campanien und Santonien) dominiert. Dazu kommen grauer Quarzit und Feuersteine des Baronien.

## Wirtschaftsweise
Hauptbeutetier war das Rentier, dessen Knochen 95 % der identifizierten Tierknochen (mindestens 130 Individuen) ausmachen. Vermutlich wurden bevorzugt junge Bullen getötet. Nach der Gebrauchsspurenanalyse der Silexfunde und der Mengenverteilung der Körperteile war der Fundort vermutlich eine Jagdstation, es blieben vor allem Körperteile mit geringem Nährwert am Fundort zurück. Neben dem Rentier wurden Wildpferde, Schneefüchse, Mammute, Teichfrösche, arktischer Ziesel, Lemminge und andere Nagetiere nachgewiesen. Unter den Vögeln finden sich Gänse, Enten und Moorschneehuhn.

## Weblink
- Beschreibung vom Kulturministerium (französisch)